# Phyllogomphus
Genre
Phyllogomphus  est un genre  dans la famille des Gomphidae appartenant au sous-ordre des Anisoptères dans l'ordre des Odonates.

## Liste des espèces
Ce genre comprend 10 espèces:
- Phyllogomphus aethiops Selys, 1854
- Phyllogomphus annulus Klots, 1944
- Phyllogomphus bartolozzii Marconi, Terzani & Carletti, 2001
- Phyllogomphus coloratus Kimmins, 1931
- Phyllogomphus helenae Lacroix, 1921
- Phyllogomphus moundi Fraser, 1960
- Phyllogomphus occidentalis Fraser, 1957
- Phyllogomphus pseudoccidentalis Lindley, 1972
- Phyllogomphus schoutedeni Fraser, 1957
- Phyllogomphus selysi Schouteden, 1933